# Liste des lauréats du prix Shanti Swarup Bhatnagar en physique
Le prix Shanti Swarup Bhatnagar de sciences et technologie est l'une des plus hautes distinctions scientifiques multidisciplinaires en Inde. Il a été créé en 1958 par le Conseil de recherche scientifique et industrielle, en l'honneur de Shanti Swarup Bhatnagar (en), son fondateur et directeur, et reconnaît l'excellence dans la recherche scientifique en Inde.

## Liste des lauréats

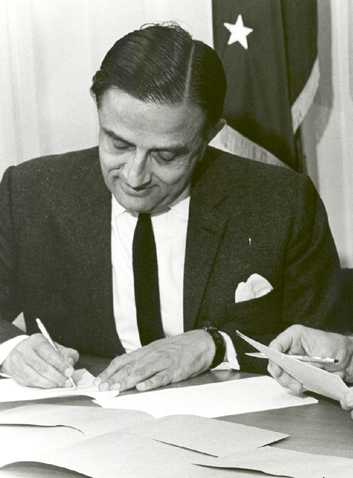
Vikram Sarabhai.

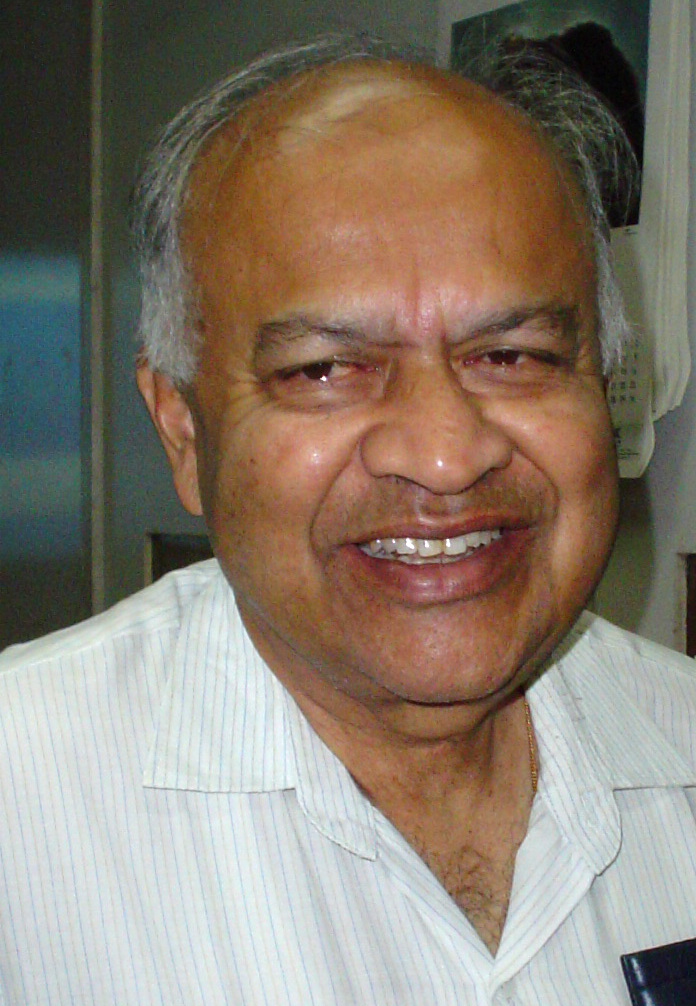
Jayant Narlikar.

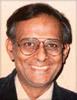
Ajoie Ghatak.

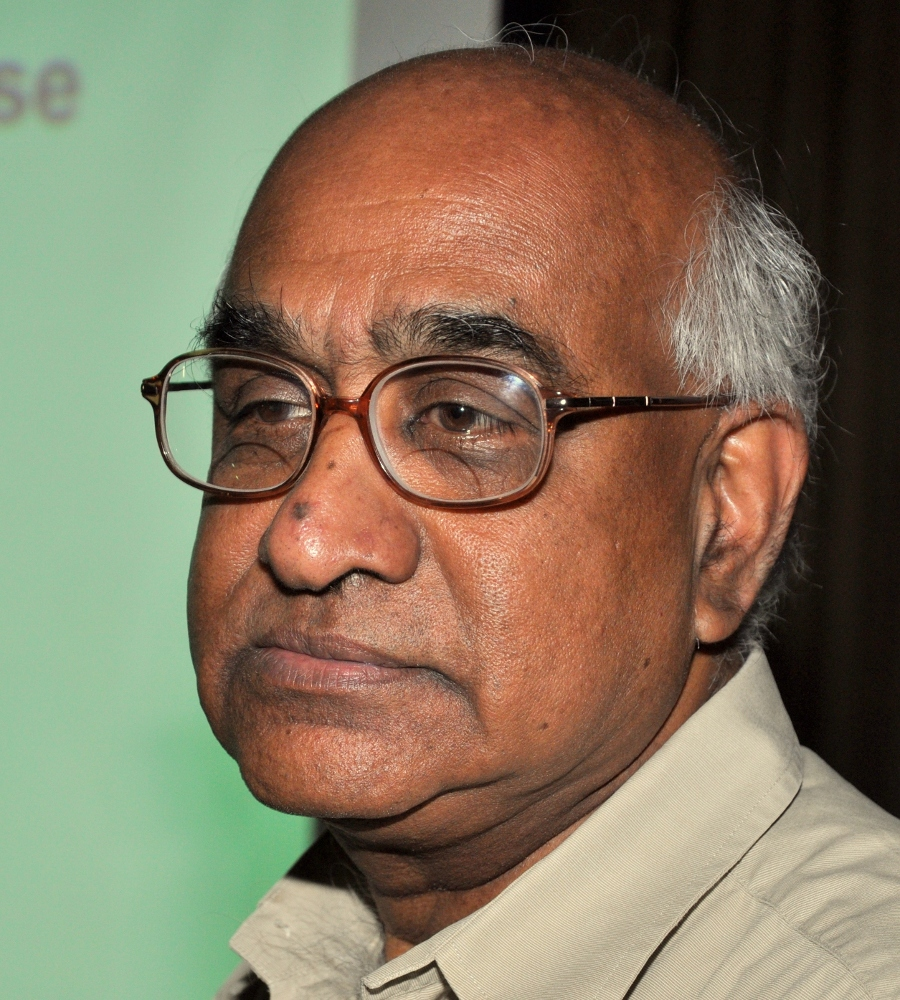
T. V. Ramakrishnan.

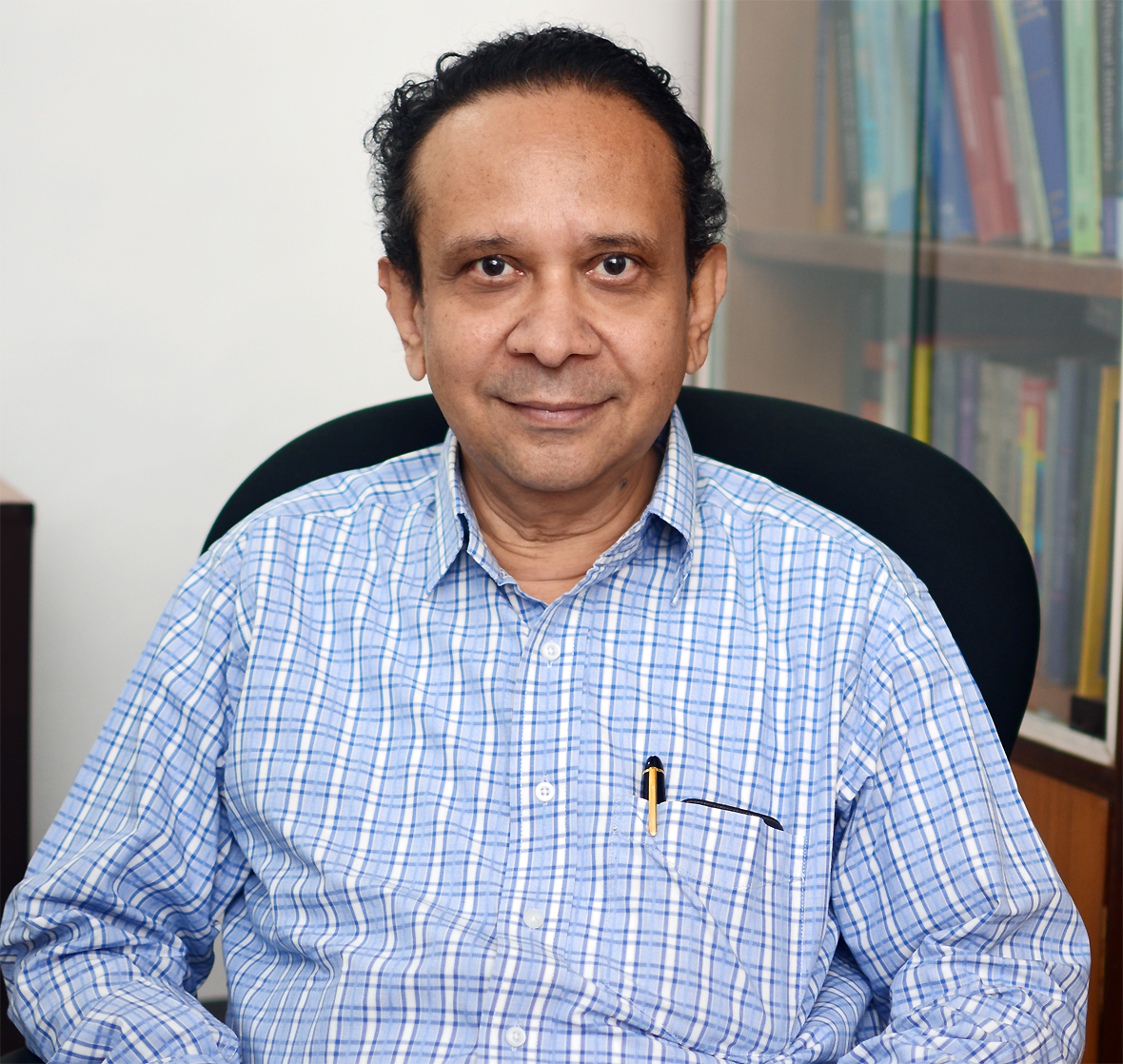
Thanu Padmanabhan.

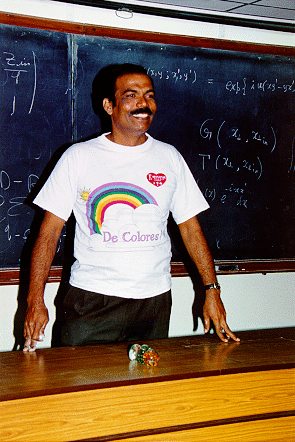
Rajiah Simon.

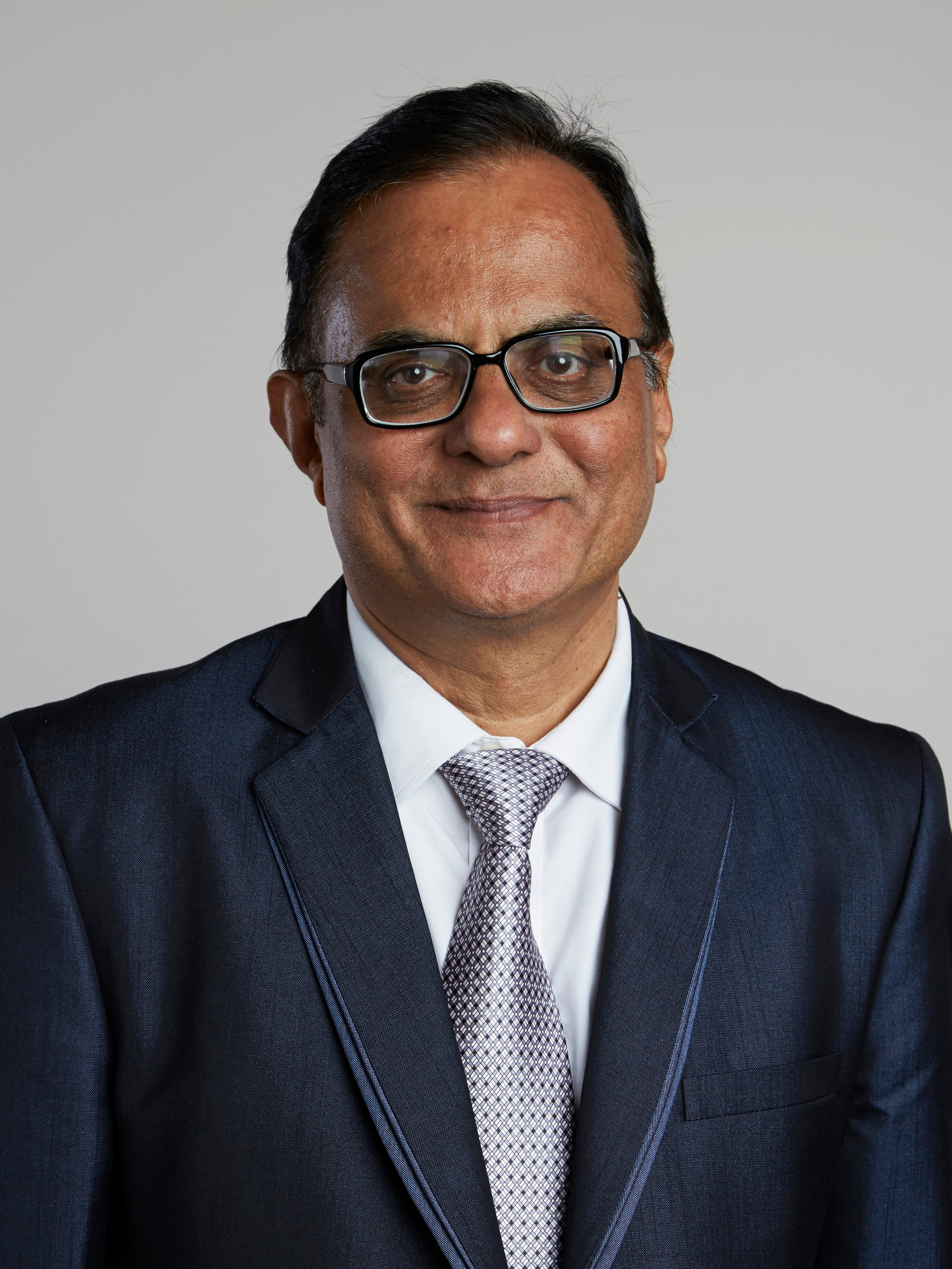
Ajay K. Sood.

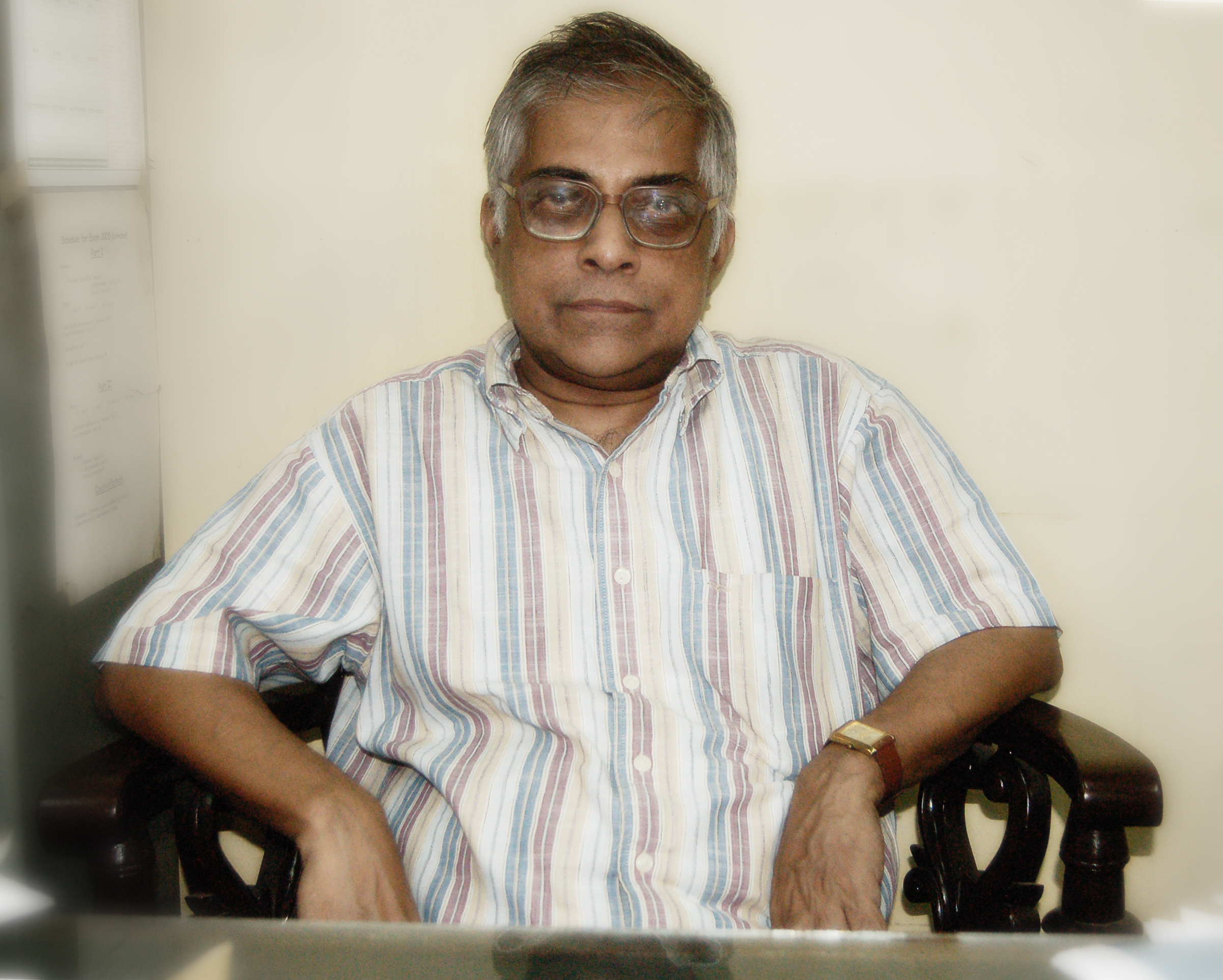
Amitava Raychaudhuri.

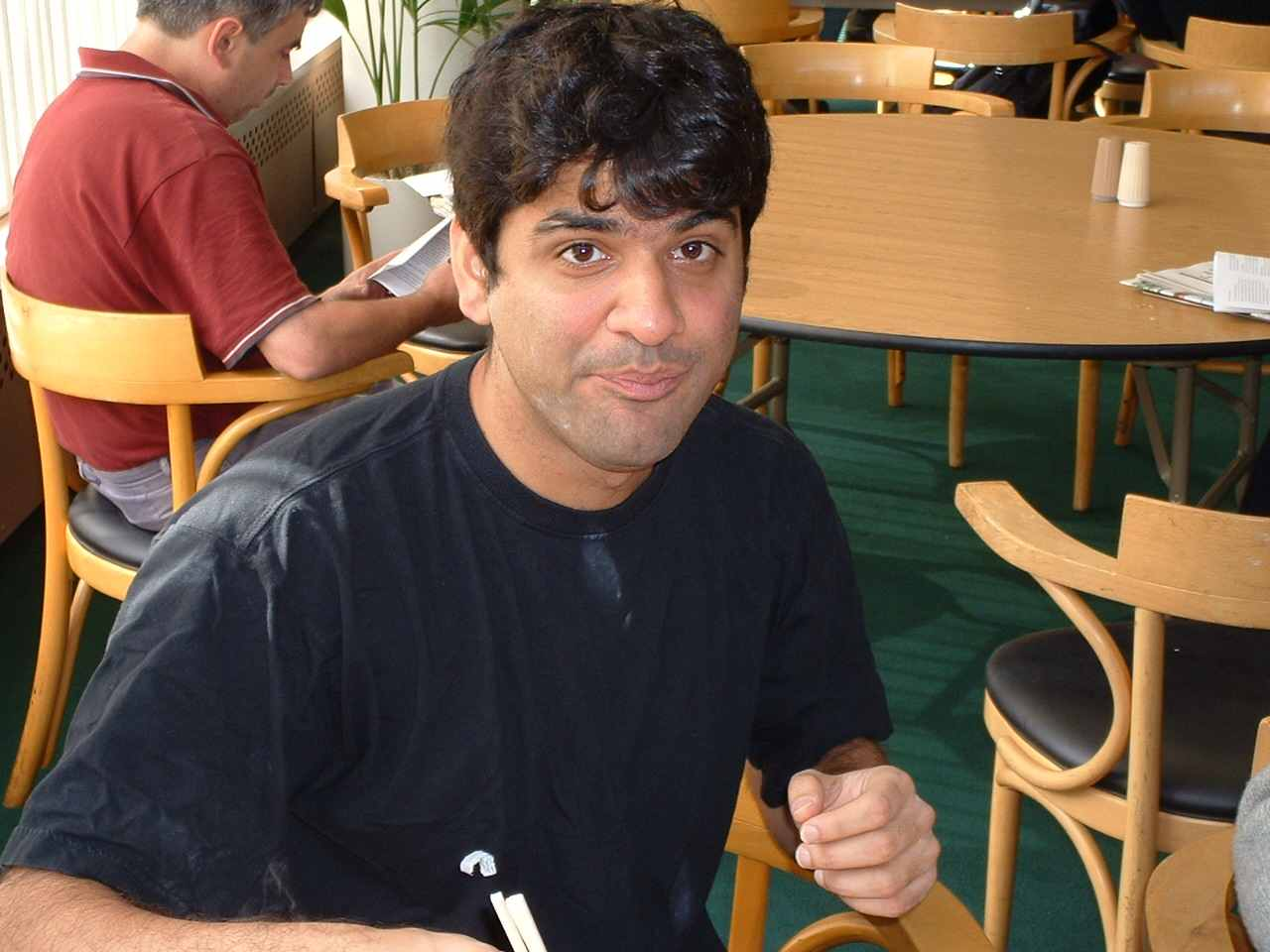
Shiraz Minwalla.

| Année | Lauréat                                         | Lieu              | Spécialisation                       |
| ----- | ----------------------------------------------- | ----------------- | ------------------------------------ |
| 1958  | Kariamanickam Srinivasa Krishnan (en)           | Tamil Nadu        | Diffusion Raman                      |
| 1960  | M. G. K. Menon (en)                             | Kerala            | Physique des particules              |
| 1961  | Gopalasamudram Narayana Ramachandran            | Tamil Nadu        | Diagramme de Ramachandran            |
| 1962  | Vikram Ambalal Sarabhai                         | Gujarat           | Science spatiale                     |
| 1963  | Raja Ramanna                                    | Karnataka         | Physique nucléaire                   |
| 1964  | Ajit Ram Verma (en)                             | Uttar Pradesh     | Cristallographie                     |
| 1965  | Barry Ramachandra Rao (en)                      | Andhra Pradesh    | Cristallographie                     |
| 1966  | Sivaraj Ramaseshan (en)                         | Tamil Nadu        | Cristallographie                     |
| 1966  | S. C. Jain (en)                                 | Uttar Pradesh     | Semi-conducteurs                     |
| 1967  | Devendra Lal (en)                               | Uttar Pradesh     | Géophysique                          |
| 1968  | Ashesh Prasad Mitra (en)                        | West Bengal       | Physique de l'environnement          |
| 1969  | Asoke Nath Mitra (en)                           | Delhi             | Physique des particules              |
| 1970  | Vainu Bappu                                     | Andhra Pradesh    | Astrophysique                        |
| 1971  | Padmanabha Krishnagopala Iyengar (en)           | Kerala            | Physique nucléaire                   |
| 1972  | Sivaramakrishna Chandrasekhar (en)              | West Bengal       | Cristallographie                     |
| 1972  | Shri Krishna Joshi                              | Uttarakhand       | Nanotechnologie                      |
| 1973  | Virendra Singh                                  | Uttar Pradesh     | Physique des particules              |
| 1974  | Krityunjai Prasad Sinha (en)                    | Bihar             | Gravitation de l'état solide         |
| 1974  | Mahendra Singh Sodha (en)                       | Uttar Pradesh     | État plasma                          |
| 1975  | Biswa Ranjan Nag (en)                           | West Bengal       | Semi-conducteurs                     |
| 1975  | Kasturi Lal Chopra (en)                         | Punjab            | Physique des matériaux               |
| 1976  | Chanchal Kumar Majumdar (en)                    | West Bengal       | Physique de la matière condensée     |
| 1976  | Ramanuja Vijayaraghavan (en)                    | Tamil Nadu        | Physique de la matière condensée     |
| 1978  | Jayant Vishnu Narlikar                          | Maharashtra       | Théorie de l'état stationnaire       |
| 1978  | E. S. Raja Gopal (en)                           | Tamil Nadu        | Physique de la matière condensée     |
| 1979  | Sudhanshu Shekhar Jha (en)                      | Bihar             | Physique de la matière condensée     |
| 1979  | Ajoy Kumar Ghatak (en)                          | Uttar Pradesh     | Physique optique                     |
| 1980  | N. S. Satya Murthy (en)                         | Tamil Nadu        | Dynamique des réactions moléculaires |
| 1980  | Narasimhaiengar Mukunda (en)                    | Karnataka         | Mécanique quantique                  |
| 1981  | Ramanujan Srinivasan (en)                       | Tamil Nadu        | Phénomènes de résonance magnétique   |
| 1981  | Shasanka Mohan Roy (en)                         | Delhi             | Physique des hautes énergies         |
| 1982  | Tiruppattur Venkatachalamurti Ramakrishnan (en) | Tamil Nadu        | Physique de la matière condensée     |
| 1982  | Girish Saran Agarwal (en)                       | Uttar Pradesh     | Optique quantique                    |
| 1983  | Shyam Sunder Kapoor (en)                        | Maharashtra       | Physique nucléaire                   |
| 1983  | Ramamurti Rajaraman (en)                        | Delhi             | Physique théorique                   |
| 1984  | Ranganathan Shashidhar (en)                     | États-Unis        | Cristaux liquides                    |
| 1984  | Ramanath Cowsik (en)                            | Maharashtra       | Physique des astroparticules         |
| 1985  | Narendra Kumar                                  | Chhattisgarh      | Physique de la matière condensée     |
| 1985  | Kehar Singh                                     | Uttar Pradesh     | Nano-optique                         |
| 1986  | Predhiman Krishan Kaw (en)                      | Jammu and Kashmir | État plasma                          |
| 1987  | Probir Roy (en)                                 | West Bengal       | Physique des hautes énergies         |
| 1987  | Vijay Kumar Kapahi (en)                         | Ounjab            | Radioastronomie                      |
| 1988  | Deepak Kumar                                    | Delhi             | Physique de la matière condensée     |
| 1988  | Onkar Nath Srivastava                           | Uttar Pradesh     | Nanotechnologie                      |
| 1989  | Muthusamy Lakshmanan (en)                       | Tamil Nadu        | Physique théorique                   |
| 1989  | N. V. Madhusudana (en)                          | Karnataka         | Cristaux liquides                    |
| 1990  | Ajay Kumar Sood (en)                            | Madhya Pradesh    | Nanotechnologie                      |
| 1990  | Ganapathy Baskaran (en)                         | Tamil Nadu        | Physique de la matière condensée     |
| 1991  | Deepak Dhar (en)                                | Uttar Pradesh     | Physique de la matière condensée     |
| 1991  | Deepak Mathur (en)                              | Maharashtra       | Physique moléculaire                 |
| 1992  | Vikram Kumar                                    | Delhi             | Semi-conducteurs                     |
| 1992  | Subodh Raghunath Shenoy (en)                    | Kerala            | Physique de la matière condensée     |
| 1993  | Rajiah Simon (en)                               | Tamil Nadu        | Optique quantique                    |
| 1993  | Gopal Krishna                                   | Maharashtra       | Radioastronomie                      |
| 1994  | Arup Kumar Raychaudhuri (en)                    | West Bengal       | Physique de l'état solide            |
| 1994  | Ashoke Sen                                      | West Bengal       | Physique théorique                   |
| 1995  | Mustansir Barma (en)                            | Maharashtra       | Physique statistique                 |
| 1996  | Thanu Padmanabhan                               | Kerala            | Cosmologie                           |
| 1997  | Bikas K. Chakrabarti (en)                       | West Bengal       | Quantum annealing                    |
| 1997  | Amitava Raychaudhuri (en)                       | West Bengal       | Physique des particules              |
| 1998  | A. M. Jayannavar (en)                           | Karnataka         | Physique de la matière condensée     |
| 1998  | Sumit Ranjan Das (en)                           | États-Unis        | Physique des hautes énergies         |
| 1999  | E. V. Sampathkumaran (en)                       | Tamil Nadu        | Supraconductivité                    |
| 1999  | Sunil Mukhi (en)                                | Maharashtra       | Physique théorique                   |
| 2000  | Sriram Ramaswamy (en)                           | Karnataka         | Physique de la matière condensée     |
| 2000  | Varun Sahni (en)                                | Maharashtra       | Relativité générale et gravitation   |
| 2001  | Rahul Pandit (en)                               | Delhi             | Physique de la matière condensée     |
| 2002  | Mohit Randeria (en)                             | États-Unis        | Physique de la matière condensée     |
| 2002  | Avinash Deshpande (en)                          | Karnataka         | Astrophysique                        |
| 2003  | G. Ravindra Kumar (en)                          | Maharashtra       | État plasma                          |
| 2003  | Biswarup Mukhopadhyaya (en)                     | Uttar Pradesh     | Physique des hautes énergies         |
| 2004  | Madan Rao (en)                                  | Karnataka         | Mécanique statistique                |
| 2005  | Sandip Trivedi (en)                             | Uttar Pradesh     | Physique de la matière condensée     |
| 2006  | Sanjay Puri                                     | Delhi             | Physique statistique                 |
| 2006  | Atish Dabholkar (en)                            | France            | Gravité quantique                    |
| 2007  | Yashwant Gupta (en)                             | Maharashtra       | Radioastronomie                      |
| 2007  | Pinaki Majumdar (en)                            | West Bengal       | Physique de la matière condensée     |
| 2008  | Raghunathan Srianand (en)                       | Maharashtra       | Cosmologie                           |
| 2008  | Srikanth Sastry (en)                            | Karnataka         | Physique théorique                   |
| 2009  | Rajesh Gopakumar (en)                           | West Bengal       | Théorie des cordes                   |
| 2009  | Abhishek Dhar (en)                              | Karnataka         | Physique de la matière condensée     |
| 2010  | Umesh Waghmare (en)                             | Karnataka         | Physique de la matière condensée     |
| 2010  | Kalobaran Maiti (en)                            | West Bengal       | Physique de la matière condensée     |
| 2011  | Shiraz Minwalla (en)                            | Maharashtra       | Théorie des cordes                   |
| 2012  | Arindam Ghosh (en)                              | Karnataka         | Semi-conducteurs                     |
| 2012  | Krishnendu Sengupta (en)                        | West Bengal       | Physique théorique                   |
| 2013  | Amol Dighe (en)                                 | Maharashtra       | Physique des hautes énergies         |
| 2013  | Vijay Balakrishna Shenoy (en)                   | Tamil Nadu        | Physique de la matière condensée     |
| 2014  | Pratap Raychaudhuri (en)                        | Maharashtra       | Supraconductivité                    |
| 2014  | Sadiqali Abbas Rangwala (en)                    | Maharashtra       | Optique                              |
| 2015  | Bedangadas Mohanty (en)                         | Odisha            | Physique des hautes énergies         |
| 2015  | Mandar Madhukar Deshmukh (en)                   | Maharashtra       | Physique mésoscopique                |
| 2016  | Subramanian Anantha Ramakrishna (en)            | Odisha            | Physique de la matière condensée     |
| 2017  | Nissim Kanekar (en)                             | Maharashtra       | Astronomie                           |
| 2017  | Vinay Gupta (en)                                | Rajasthan         | Science des matériaux                |